# Bitwa o Majorkę
Bitwa o Majorkę – starcie zbrojne podczas hiszpańskiej wojny domowej. Bitwa rozpoczęła się desantem morskim sił republikańskich na wyspę Majorkę należącą do wojsk frankistowskich. Mimo początkowych sukcesów w pierwszej fazie lądowania, kontratak sił nacjonalistycznych wspartych lotnictwem spowodował ponowny odwrót wojsk republikańskich na morze.

## Tło bitwy
Zajęcie Balearów pojawiło się w planach dowództwa wojskowego sił republikańskich wraz z dołączeniem się do rebelii i zajęciem Ibizy, Formentery oraz Majorki przez frankistowskich rebeliantów. 23 lipca 1936 republikańskie siły powietrzne zbombardowały miasta Palma de Mallorca oraz Cabrera. Mniej więcej w tym samym okresie wojska rządowe z terenu Minorki dokonały desantu na wyspę Cabrera, zajmując ją bez większego oporu, natomiast rebelia na Ibizie została początkowo odparta.
Operacje takie jak bombardowanie Majorki były raczej nieakceptowane przez rząd w Madrycie. Mimo tego wśród części dowództwa stacjonującego w Barcelonie powstały plany zajęcia Majorki za pomocą militarnej operacji. 2 sierpnia 1936 po raz kolejny przeprowadzone zostały naloty na Palmę, a 6 sierpnia został powołany do życia oddział katalońskiej milicji, która miała przeprowadzić inwazję na Majorkę. Wraz z powstaniem oddziałów milicyjnych rozpoczęła się operacja przygotowania logistycznego oraz uzupełnianie zapasów oraz sprzętu.
Przed bitwą, 7 sierpnia walencyjska milicja zajęła wyspę, Formenterę, a 13 sierpnia, 400 Katalończyków wylądowało na wyspie Cabrera, przygotowując się do desantu na Majorkę. Oprócz tego siły katalońskie zmobilizowały do operacji lokalnych anarchistów oraz komunistów, a także kontynuowały dalszą okupację wyspy.

## Bitwa
16 sierpnia w kierunku Majorki wypłynęła flotylla republikańska złożona z różnej wielkości okrętów. Na jej pokładzie znajdowało się 8000 ochotników oraz milicjantów, a także sześć dział kal. 75 mm oraz cztery działa 105 mm. Republikanie w pierwszych dniach operacji dostali się na 12 kilometrów w głąb wyspy bronionej przez 1200 żołnierzy sił nacjonalistycznych, 300 członków Guardia Civil oraz setki falangistów.
Sytuacja nacjonalistów odwróciła się 27 sierpnia, kiedy na Majorkę dotarła dostawa broni oraz zaopatrzenia z Włoch. Republikanie, którzy dzięki przewadze w powietrzu odnosili sukcesy, zostali pokonani i wyparci z przestrzeni powietrznej dzięki włoskim maszynom. To doprowadziło do załamania się republikańskiej ofensywy, a nawet dużej niemożności w odpieraniu kontrataków sił nacjonalistycznych. 5 września masowy kontratak sił nacjonalistycznych doprowadził do załamania się linii obronnych republikanów, którzy zostali zepchnięci aż na plaże położone wokół wyspy. Siły republikańskie broniły się na plażach aż do 12 września, póki marynarka republikańska nie ewakuowała sił na kontynent. Operacja republikanów ostatecznie zakończyła się porażką.
Po bitwie siły nacjonalistyczne przegrupowały się, zebrały flotę transportową, po czym dokonały inwazji na wyspy Cabrera oraz Formonterę, które zdobyły odpowiednio 19 i 20 września. Nacjonaliści zajęli także Ibizę wraz z nielicznym garnizonem sił republikańskich.